# Villarmentero (Burgos)
Villarmentero es una localidad del municipio burgalés de Las Quintanillas, en la Comunidad Autónoma de Castilla y León (España). 
La iglesia está dedicada a san Esteban Protomártir.

## Localidades limítrofes
Confina con las siguientes localidades:
- Al norte con Pedrosa de Río Úrbel.
- Al noreste con Marmellar de Abajo y Páramo del Arroyo.
- Al este con Villalonquéjar.
- Al sur con Tardajos.
- Al oeste con Las Quintanillas.
- Al noroeste con Santa María Tajadura.

## Demografía
| Gráfica de evolución demográfica de Villarmentero entre 1842 y 1960 |
| |
| Población de derecho según los censos de población del INE Población de hecho según los censos de población del INEEntre el censo de 1970 y el anterior, este municipio desaparece porque se integra en el municipio Las Quitanillas. |

Evolución de la población
| Gráfica de evolución demográfica de Villarmentero entre 2000 y 2017 |
|                                                                     |
| Población de derecho (2000-2017) según el padrón municipal del INE  |

## Historia
Así se describe a Villarmentero en el tomo XVI del Diccionario geográfico-estadístico-histórico de España y sus posesiones de Ultramar, obra impulsada por Pascual Madoz a mediados del siglo XIX:

Lugar con ayuntamiento en la provincia, partido judicial, audiencia territorial, capitanía general y diócesis de Burgos (2 leguas); Situado en una llanura, con buena ventilación y clima frío y sano y sujeto a fiebres intermitentes. Tiene 200 casas, un antiguo palacio, escuela de instrucción primaria común a ambos sexos, una iglesia parroquial (San Esteban) servida por un cura párroco. El término confina N Marmellar de Abajo; E Páramo; S Tardajos, y O las Quintanillas. El terreno es de buena calidad, contiene canteras de piedra, le fertiliza un arroyo, que desagua en el río Urbel. Los caminos conducen de la capital a varios puntos de la provincia. El correo se recibe de Burgos. Producciones: cereales, legumbres, patatas, lino y hortalizas; cría ganado lanar y caballar, y caza menor. Población: 34 vecinos, 135 almas. Capital productivo: 487.900 reales. Imponible: 45.421. Contribución: 2.335 reales 10 maravedíes.
Diccionario geográfico-estadístico-histórico de España y sus posesiones de Ultramar